# Diócesis de Bauru
La diócesis de Bauru (en latín: Dioecesis Bauruen(sis) o Bauropolitana y en portugués: Diocese de Bauru) es una circunscripción eclesiástica latina de la Iglesia católica en Brasil, sufragánea de la arquidiócesis de Botucatu. La diócesis tiene al obispo Rubens Sevilha, O.C.D. como su ordinario desde el 28 de marzo de 2018. 

## Territorio y organización
La diócesis tiene 5891 km² y extiende su jurisdicción sobre los fieles católicos de rito latino residentes en 14 municipios del estado de São Paulo: Agudos, Arealva, Avaí, Bauru, Boracéia, Cabrália Paulista, Duartina, Fernão, Gália, Iacanga, Lucianópolis, Paulistânia, Pederneiras y Piratininga.
La sede de la diócesis se encuentra en la ciudad de Bauru en donde se halla la Catedral del Espíritu Santo.
En 2018 en la diócesis existían 41 parroquias agrupadas en 7 regiones pastorales.

## Historia
La diócesis fue erigida el 15 de febrero de 1964 con la bula Christi gregis del papa Pablo VI, obteniendo el territorio de la arquidiócesis de Botucatu y de la diócesis de Lins.

## Estadísticas
De acuerdo al Anuario Pontificio 2019 la diócesis tenía a fines de 2018 un total de 475 620 fieles bautizados.
| Año                                                                             | Población            | Población | Población      | Sacerdotes | Sacerdotes    | Sacerdotes    | Bautizados por sacerdote | Diáconos permanentes | Religiosos | Religiosos | Parroquias |
| Año                                                                             | Bautizados católicos | Total     | % de católicos | Total      | Clero secular | Clero regular | Bautizados por sacerdote | Diáconos permanentes | Varones    | Mujeres    | Parroquias |
| ------------------------------------------------------------------------------- | -------------------- | --------- | -------------- | ---------- | ------------- | ------------- | ------------------------ | -------------------- | ---------- | ---------- | ---------- |
| 1965                                                                            | 230 000              | 251 065   | 91.6           | 47         | 14            | 33            | 4893                     |                      | 45         | 120        | 19         |
| 1968                                                                            | 209 933              | 233 299   | 90.0           | 48         | 13            | 35            | 4373                     |                      | 46         | 140        | 20         |
| 1976                                                                            | 203 056              | 229 809   | 88.4           | 39         | 12            | 27            | 5206                     |                      | 48         | 100        | 23         |
| 1980                                                                            | 242 000              | 275 000   | 88.0           | 46         | 17            | 29            | 5260                     |                      | 44         | 105        | 22         |
| 1990                                                                            | 345 001              | 391 000   | 88.2           | 40         | 15            | 25            | 8625                     |                      | 41         | 121        | 24         |
| 1999                                                                            | 372 000              | 419 879   | 88.6           | 63         | 38            | 25            | 5904                     |                      | 35         | 79         | 32         |
| 2000                                                                            | 384 000              | 433 000   | 88.7           | 59         | 32            | 27            | 6508                     |                      | 40         | 78         | 34         |
| 2001                                                                            | 398 000              | 449 645   | 88.5           | 62         | 34            | 28            | 6419                     |                      | 110        | 71         | 38         |
| 2002                                                                            | 402 000              | 454 000   | 88.5           | 63         | 35            | 28            | 6380                     |                      | 114        | 74         | 40         |
| 2003                                                                            | 405 000              | 458 000   | 88.4           | 63         | 36            | 27            | 6428                     |                      | 40         | 78         | 41         |
| 2004                                                                            | 422 739              | 469 710   | 90.0           | 61         | 34            | 27            | 6930                     |                      | 95         | 79         | 40         |
| 2006                                                                            | 441 000              | 489 000   | 90.2           | 66         | 39            | 27            | 6681                     |                      | 61         | 68         | 40         |
| 2012                                                                            | 471 000              | 526 000   | 89.5           | 57         | 38            | 19            | 8263                     | 4                    | 43         | 47         | 41         |
| 2015                                                                            | 483 000              | 539 000   | 89.6           | 64         | 43            | 21            | 7546                     | 5                    | 37         | 37         | 41         |
| 2018                                                                            | 475 620              | 530 000   | 89.7           | 61         | 43            | 18            | 7797                     | 5                    | 41         | 35         | 41         |
| Fuente: Catholic-Hierarchy, que a su vez toma los datos del Anuario Pontificio. |                      |           |                |            |               |               |                          |                      |            |            |            |

## Episcopologio
- Vicente Ângelo José Marzochetti Zioni † (25 de marzo de 1964-27 de marzo de 1968 nombrado arzobispo de Botucatu)
  - Sede vacante (1968-1970)
- Cândido Rubens Padín, O.S.B. † (27 de abril de 1970-4 de septiembre de 1990 retirado)
- Aloysio José Leal Penna, S.I. † (4 de septiembre de 1990 por sucesión-7 de junio de 2000 nombrado arzobispo de Botucatu)
- Luiz Antônio Guedes (24 de octubre de 2001-30 de julio de 2008 nombrado obispo de Campo Limpo)
- Caetano Ferrari, O.F.M. (15 de abril de 2009-28 de marzo de 2018 retirado)
- Rubens Sevilha, O.C.D., desde el 28 de marzo de 2018